# ألبرت ووكر
ألبرت ووكر (بالإنجليزية: Albert Walker)‏ (4 فبراير 1910 المملكة المتحدة - 1 أبريل 1993) هو لاعب كرة قدم بريطاني.